# Taachui
Taachui — офшорне газове родовище в Індійському океані біля узбережжя Танзанії.

## Опис
Родовище виявили весною 2014 року внаслідок спорудження напівзануреним буровим судном Deepsea Metro I свердловини Taachui-1. Завершена за допомогою бокового стовбура  Taachui-1 ST1, вона мала довжину 4215 метрів та виявила газонасичені пісковики товщиною 289 метрів (чиста товщина газовмісних порід 155 метрів) у відкладеннях крейдового періоду. Видобувні ресурси цього відкриття оцінили у 28 млрд м³. В червні того ж року провели тестування свердловини, яка показала результат у 0,4 млн м³ газу на добу.
Родовище розташоване в блоці 1, правами на розробку якого володіє консорціум у складі BG (60 %, оператор), Ophir (20 %) та сінгапурської Pavilion Energy (20 %).